# Klapovský potok
Klapovský potok är ett vattendrag i Tjeckien. Det ligger i den centrala delen av landet, 150 km sydost om huvudstaden Prag.